# Liste de massacres en Chine
Cette page présente une liste de massacres survenus en Chine. Le nombre de victimes correspond à une estimation.

## Chine impériale (avant 1912)
| Nom                         | Date             | Emplacement         | Victimes                 | Remarques |
| --------------------------- | ---------------- | ------------------- | ------------------------ | --- |
| Massacre de Guangzhou       | 878-879          | Guangzhou           | 120 000                  | Des marchands étrangers (Arabes musulmans, Perses musulmans, Perses zoroastriens, chrétiens et Juifs) sont tués |
| Massacre de Yangzhou (1645) | 1645             | Yangzhou            | des dizaines de milliers | |
| Massacre du Sichuan (zh)    | 1645–1646        | Sichuan             | 1 000 000                | |
| Massacre de Tientsin        | 1870             | Tianjin             | 60                       | |
| Massacre de Port-Arthur     | 21 novembre 1894 | Lüshunkou, Liaoning | 1 000 à 20 000           | |
| Massacre de Kucheng (en)    | 1er août 1895    | Gutian, Fujian      | 11                       | |
| Massacre de Taiyuan (en)    | Juillet 1900     | Taiyuan, Shanxi     |                          | |

## La République de Chine (depuis 1912)

### 1912—1937
| Nom                  | Date          | Emplacement               | Victimes        | Remarques      |
| -------------------- | ------------- | ------------------------- | --------------- | -------------- |
| Massacre de Shangai  | 12 avril 1927 | Shanghai                  | 300 à 400       | 5 000 disparus |
| Massacre de Changsha | Mai 1927      | Changsha                  | Au moins 10 000 |                |
| Massacre de Kizil    | Juin 1933     | près de Kashgar, Xinjiang | 800             |                |

### 1937—1945 (Guerre sino-japonaise)
| Nom                                 | Date              | Emplacement     | Victimes         | Remarques |
| ----------------------------------- | ----------------- | --------------- | ---------------- | --- |
| Massacre de Nankin                  | 13 décembre 1937  | Nankin          | 40 000 à 300 000 | Le nombre de morts est contesté, allant de quelques centaines d'après les assertions japonaises jusqu'à 300 000 morts non-combattants selon les chiffres avancés par les Chinois. La plupart des autres nations pensent que le nombre de morts se situe entre 150 000 et 300 000, d'après le verdict du tribunal des crimes de guerre de Nankin, et une autre estimation du nombre de victimes civiles (à l'exception des soldats et des prisonniers de guerre) est d'environ 40 000 à 60 000, ce qui correspond aux chiffres de trois sources. |
| Campagne de rectification de Yan'an | 1942-1945         | Yan'an          | 10 000           | Lancé par Mao Zedong et le Parti communiste chinois. Considéré par beaucoup comme l'origine du culte de la personnalité de Mao Zedong. |
| Massacre de Changjiao               | 12 septembre 1943 | Changjiao Hunan | 30 000           | |

### 1945—1949 (Guerre civile chinoise)
| Nom          | Date | Emplacement | Victimes        | Remarques |
| ------------ | ---- | ----------- | --------------- | --------- |
| Incident 228 | 1947 | Taiwan      | 10 000 à 30 000 |           |

### 1949—
| Nom               | Date | Emplacement | Victimes | Remarques |
| ----------------- | ---- | ----------- | -------- | --------- |
| Massacre de Lieyu | 1987 | Fujian      | 19       |           |

## La république populaire de Chine (depuis 1949)

### 1949—1966
| Nom                                                | Date      | Emplacement           | Victimes            | Remarques |
| -------------------------------------------------- | --------- | --------------------- | ------------------- | --- |
| Réforme agraire chinoise                           | 1950—1953 | à l'échelle nationale | Au moins 1 million  | |
| Campagne pour réprimer les contre-révolutionnaires | 1950—1951 | à l'échelle nationale | 710 000 à 2 580 000 | |
| Campagnes des trois anti et des cinq anti          | 1951—1952 | à l'échelle nationale |                     | Rien qu'à Shanghai, 876 personnes se sont suicidées. |
| Mouvement Sufan                                    | 1955-1957 | à l'échelle nationale | 53 000              | |
| Campagne anti-droitiste                            | 1957      | à l'échelle nationale |                     | Au moins 550 000 personnes ont été persécutées. |
| Révolte en Amdo en 1958                            | 1958      | Qinghai               | 435                 | Massacre mené par l'Armée populaire de libération. |
| Soulèvement tibétain de 1959                       | 1959      | Tibet                 | 87 000              | |
| La violence dans la grande famine chinoise         | 1959-1961 | à l'échelle nationale | 2 500 000           | Des meurtres ont eu lieu pendant la grande famine chinoise. Selon Frank Dikötter, au moins 2,5 millions (2 à 3 millions) de personnes ont été battues ou torturées à mort, ce qui représente 6 à 8% du nombre total de décès dus à la famine,. |
| Mouvement d'éducation socialiste                   | 1963—1965 | à l'échelle nationale | 77 000              | |

### 1966—1976 (Révolution culturelle)
Le tableau suivant ne montre que des massacres bien documentés qui ont causé la mort de plus de 1 000 personnes.
| Nom                              | Date                    | Emplacement          | Victimes        | Remarques                                                                                                |
| -------------------------------- | ----------------------- | -------------------- | --------------- | --- |
| Août rouge                       | Août à septembre 1968   | Beijing              | 1 772           | L'Août rouge de Pékin est considéré comme l'origine de la « terreur rouge » de la révolution culturelle. |
| Massacre de Guangxi              | 1966—1976               | Guangxi              | 100 000-150 000 | |
| Incident de Mongolie-Intérieure  | 1967—1969               | Mongolie-Intérieure  | 20 000-100 000  | |
| Massacre de Daoxian              | 13 août 17 octobre 1967 | Daoxian, Hunan       | 9 093           | |
| Massacre de Yangjiang            | 1967—1969               | Yangjiang, Guangdong | 3 573           | Une partie du Massacre de Guangdong.                                                                     |
| Cas d'espionnage de Zhao Jianmin | 1968—1969               | Yunnan               | 17 000          | Plus de 1,38 million de personnes ont été persécutées.                                                   |
| Massacre de Ruijin (en)          | 1968                    | Ruijin, Jiangxi      | Plus de 1 000   | |
| Massacre de Shadian              | 1975                    | Yunnan               | 1 600           | |

### 1976—1999
| Nom                             | Date           | Emplacement      | Victimes      | Remarques |
| ------------------------------- | -------------- | ---------------- | ------------- | --------- |
| Troubles au Tibet               | 1989           | Tibet            | >10           |           |
| Massacre de la place Tian'anmen | 4 juin 1989    | Beijing          | 200 à 10 000, |           |
| Incident de Guldja              | 5 février 1997 | Ghulja, Xinjiang | 9 à 167       |           |

### 2000—
| Nom                                 | Date | Emplacement | Victimes | Remarques |
| ----------------------------------- | ---- | ----------- | -------- | --------- |
| Émeutes au Xinjiang en juillet 2009 | 2009 | Xinjiang    | 197      |           |
| Attentat de la gare de Kunming      | 2014 | Yunnan      | 31       |           |
| Attentat d'Ürümqi de mai 2014       | 2014 | Xinjiang    | 43       |           |